# 콧구멍

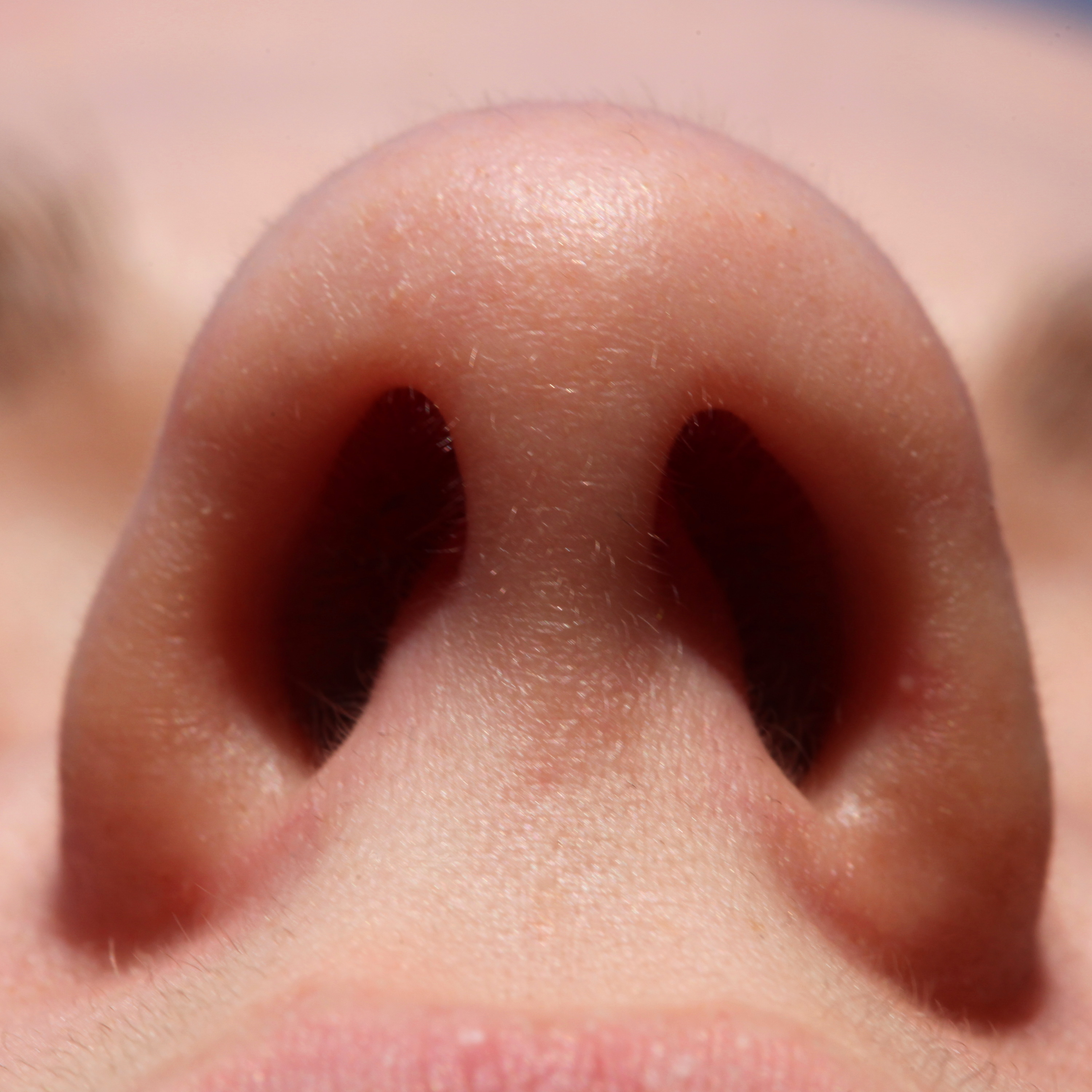
한 여성의 콧구멍

콧구멍(문화어: 코구멍)은 코에 뚫인 두 구멍을 말하며, 비공(鼻孔)이라고도 한다. 새와 포유 동물의 경우, 비갑개라 불리는 연골 조직이 있으며, 호흡할 때 공기를 따뜻하게 하고 수분을 없애 주는 역할을 한다. 물고기는 코로 직접 숨을 쉬지 않지만, 냄새를 맡기 위한 두 개의 구멍을 가지고 있다.